# Jaroslav Jurečka
Jaroslav Jurečka (* 10. února 1943 Vsetín) je český politik, po sametové revoluci československý poslanec Sněmovny lidu Federálního shromáždění za Občanské fórum, později za ODS, v 90. letech 20. století senátor za Senátní obvod č. 7 – Plzeň-jih, počátkem 21. století hlavní manažer ODS.

## Osobní a profesní život
Je ženatý, má dceru a syna. Absolvoval Fakultu technické a jaderné fyziky ČVUT v Praze. Do listopadu 1989 působil po dobu 20 let v plzeňské Škodě jako výzkumný pracovník. Podílel se na projektech jaderných elektráren.
V letech 1999–2004 vedl představenstvo společnosti Factoring KB, jež patří Komerční bance. V roce 2007 se stal prorektorem pro rozvoj Vysoké školy Karla Engliše v Brně.

## Politická kariéra
Během sametové revoluce zakládal plzeňské Občanské fórum. Ve volbách roku 1990 zasedl do Sněmovny lidu (volební obvod Západočeský kraj) za OF. Po rozkladu Občanského fóra v roce 1991 přešel do poslaneckého klubu ODS. Za ODS obhájil mandát ve volbách roku 1992. Ve Federálním shromáždění setrval do zániku Československa v prosinci 1992.
V 90. letech pracoval také na vládních postech. V letech 1991–1992 působil na postu náměstka ministra federálního ministra financí, v roce 1992 jako 1. náměstek federálního ministra hospodářství a v období let 1993–1996 zastával post náměstka českého ministra pro správu národního majetku a privatizaci. Do zvolení senátorem v roce 1996 zastával funkci poradce ministra financí.
V senátních volbách roku 1996 byl zvolen členem horní komory českého parlamentu, když v obou kolech porazil kandidáta ČSSD Jiřího Poděbradského. Předsedal Výboru pro hospodářství, zemědělství a dopravu. V senátních volbách roku 1998 jej porazil nestraník kandidující za Čtyřkoalici, Jiří Skalický se ziskem 54,09 % hlasů, přestože po prvním kole vedl občanský demokrat v poměru 27,62 % ku 25,51 % hlasů.
V letech 1992–1998 pracoval ve smírčím výboru ODS. V období 1998–2000 předsedal západočeskému regionálnímu sdružení ODS a v letech 1999–2001 navíc zasedal ve výkonné radě strany. V lednu 2005 ho výkonná rada ODS jednomyslně navrhla na post hlavního manažera ODS. Na tomto postu nahradil Libuši Benešovou. Na pozici hlavního manažera ODS působil v letech 2005–2007.